# America's Cup 1870
America's Cup 1870 var den første konkurrence om America's Cup-trofæet, siden sejladser om trofæet blev omfattet af Deed of Gift of the America's Cup i 1852. Trofæets indehavere var New York Yacht Club, og der var ikke blevet udstedt nogen udfordring, siden amerikanerne vandt trofæet i England i 1851. 
Efter at jernbanemagnaten James Lloyd Ashburys topsejlsskonnert Cambria på 188 tons, bygget i 1868, i 1868 havde besejret den amerikanske skonnert Sappho (274,4 tons, bygget i 1867), blev Royal Thames Yacht Club tilskyndet til at tro på, at pokalen kunne blive vundet tilbage og udstedte derfor den første officielle udfordring i 1870. Ashbury's Cambria blev tilmeldt New York Yacht Clubs Queen's Cup-sejlads i New York City den 8. august, hvor den sejlede mod en flåde på fjorten amerikanske skonnerter med tidshandicap i forhold til bådenes tonnage. Cambria blev blot nr. 10 og endte dermed bag den aldrende America (178,6 tons, 1851), der blev nr. 4, og Franklin Osgood's Magic (92,2 tons, 1857), som vandt sejladsen.
Dermed forblev America's Cup-trofæet på amerikanske hænder.